# Gorazd Andrejč
Gorazd Andrejč, slovenski filozof, religiolog in teolog
Končal je študij filozofije na Univerzi v Mariboru, magistriral iz judovsko-krščanskih odnosov (interdisciplinarni študij) na Univerzi v Cambridgu, ter doktoriral iz področja filozofije religije na Univerzi v Exeterju v Veliki Britaniji.
Je predavatelj na Univerzi v Groningenu na Nizozemskem ter raziskovalec na Inštitutu za filozofske študije na Znanstveno-raziskovalnem središču Koper.